# Jack Rockwell
Pour les articles homonymes, voir Rockwell.
Jack Rockwell  est un acteur mexicain, né à Veracruz au Mexique, le 6 octobre 1890, et décédé à Los Angeles, le 10 novembre 1947. 

## Biographie
De son vrai nom Jack Rockwell Trowbridge, son père, Charles Trowbridge, était originaire de Decatur, en Illinois, et sa mère, Katie Stephens, de Pachicca, au Mexique. Il est le frère de l’acteur Charles Trowbridge. 
En 1930, il arrive à Hollywood et tient un petit rôle dans le western Billy the kid aux côtés de Johnny Mack Brown. Cette participation va lancer sa carrière dans le genre. Grâce à son physique et son air sévère, il va jouer tour à tour les shérifs, hommes de main et propriétaires terriens. En 1934, il tourne avec John Wayne, Le Territoire sans loi et Sous le soleil d'Arizona, puis en 1936, The Lawless Nineties et Winds of the Wasteland, puis participe à 17 autres films dans cette même année.
Il ne tournera pas moins de 236 films entre 1930 et 1947 ;  ses apparitions hors des western furent rares. On se souviendra de ses rôles de policiers dans Le Fils de Dracula, en 1943 et Le Fantôme de la Momie en 1944.
Sa carrière s’arrête brutalement avec son décès le 10 novembre 1947. Il est enterré dans un coffre au Memorial Park, à Glendale, en Californie.

## Filmographie partielle
- 1934 : Le Texan chanceux (The Lucky Texan) de Robert N. Bradbury
- 1934 : Honor of the Range (en) d'Alan James
- 1934 : Le Territoire sans loi (The Lawless Frontier) de Robert N. Bradbury
- 1934 : The Law of the Wild (en)  de B. Reeves Eason et Armand Schaefer
- 1934 : Sous le soleil d'Arizona (Neath the Arizona Skies) de Harry L. Fraser
- 1935 : Alias John Law (en) de Robert N. Bradbury
- 1935 : Bulldog Courage (en) de Sam Newfield
- 1935 : No Man's Range (en) de Robert N. Bradbury
- 1935 : Sundown Saunders (en) de Robert N. Bradbury
- 1935 : The Tonto Kid de  Harry L. Fraser
- 1935 : Le Chant du Far West (Tumbling Tumbleweeds) de Joseph Kane
- 1935 : Valley of Wanted Men (en) d'Alan James
- 1936 : Roarin' Guns (en) de Sam Newfield
- 1936 : The Lawless Nineties de Joseph Kane
- 1936 : The Law Rides (en) de Robert N. Bradbury
- 1936 : Lucky Terror (en) d'Alan James
- 1936 : Rogue of the Range (en) de  S. Roy Luby
- 1936 : La Ville fantôme (Winds of the Wasteland) de Mack V. Wright
- 1936 : Brand of the Outlaws (en) de Robert N. Bradbury
- 1936 : The Big Show de Mack V. Wright et Joseph Kane
- 1936 : Rio Grande Ranger (en)  de Spencer Gordon Bennet
- 1937 : Bar-Z Bad Men (en) de  Sam Newfield
- 1938 : Crépuscule (Under Western Stars) de Joseph Kane
- 1938 : Prairie Justice (en) de George Waggner
- 1939 : Le Bandit du Wyoming (Wyoming Outlaw) de George Sherman
- 1939 : Days of Jesse James (en) de Joseph Kane
- 1940 : L'Escadron noir (Dark Command) de Raoul Walsh
- 1940 : The Carson City Kid de Joseph Kane
- 1941 : Law of the Range (en) de Ray Taylor
- 1941 : Les justiciers du désert (en) (Riders of Death Valley) de Ford Beebe et Ray Taylor
- 1942 : Overland Mail (en) de  Ford Beebe et John Rawlins
- 1942 : L'Homme caché (Undercover Man) de Lesley Selander
- 1943 : Le Fils de Dracula (Son of Dracula) de Robert Siodmak
- 1943 : Le Docteur de la mort (Calling Dr Death) de Reginald Le Borg
- 1943 : Zone mortelle (Riders of the Deadline) de Lesley Selander
- 1944 : Lumberjack (en) de Lesley Selander
- 1944 : Le Fantôme de la Momie (The Mummy's Ghost) de Reginald Le Borg
- 1946 : Le Passage du canyon (Canyon Passage) de Jacques Tourneur